# Untermberg (Bietigheim-Bissingen)
Untermberg ist ein im Landkreis Ludwigsburg (Baden-Württemberg) gelegenes Dorf links der Enz, das im Spätmittelalter aus dem wüst gefallenen Remmigheim hervorgegangen war, 1953 seine Selbständigkeit aufgab und sich Bissingen anschloss. Dadurch wurde es 1975 zum Stadtteil von Bietigheim-Bissingen.

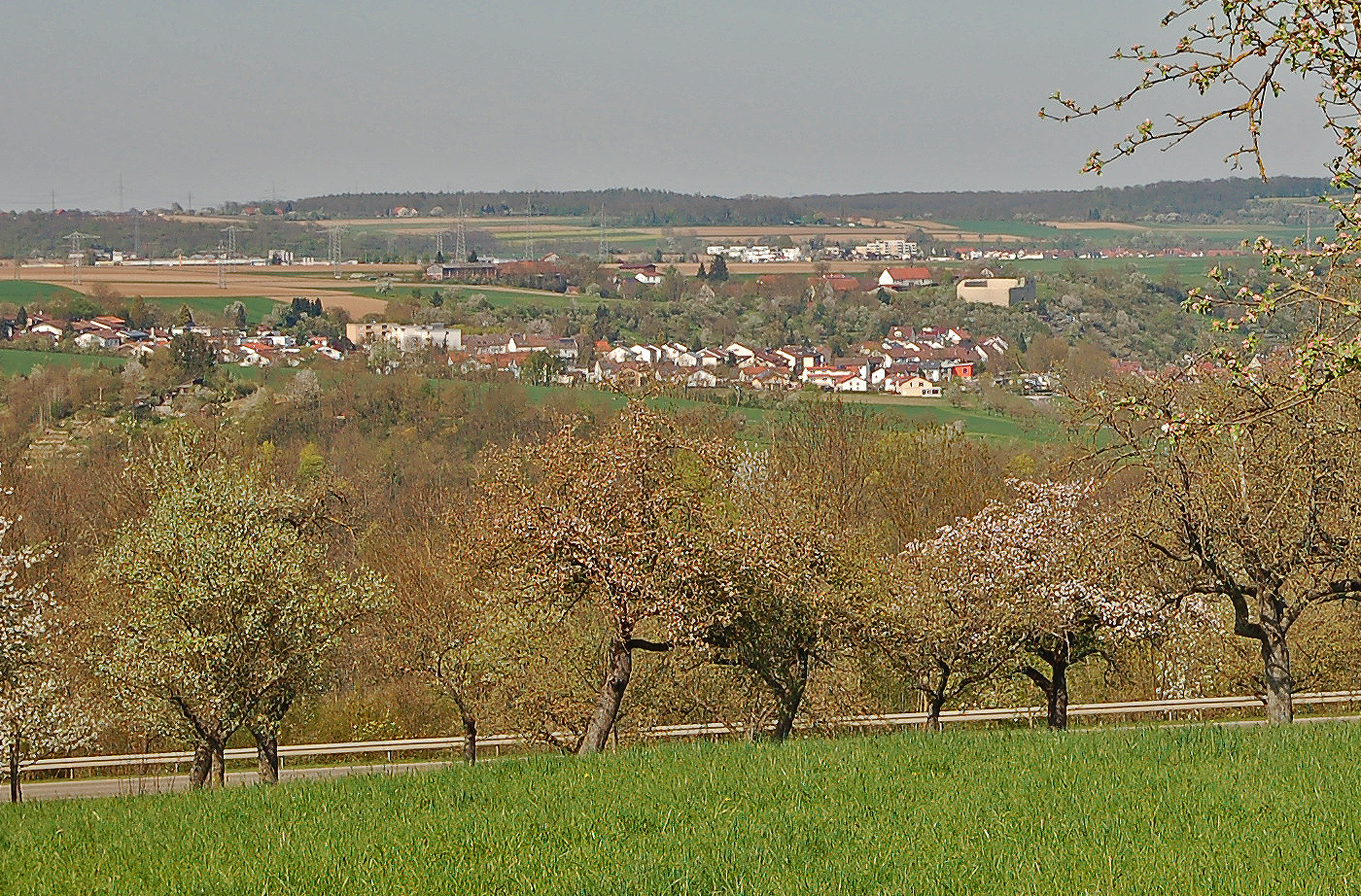
Blick von Südwesten auf Krautgartensiedlung, Egartenhof und Burgruine

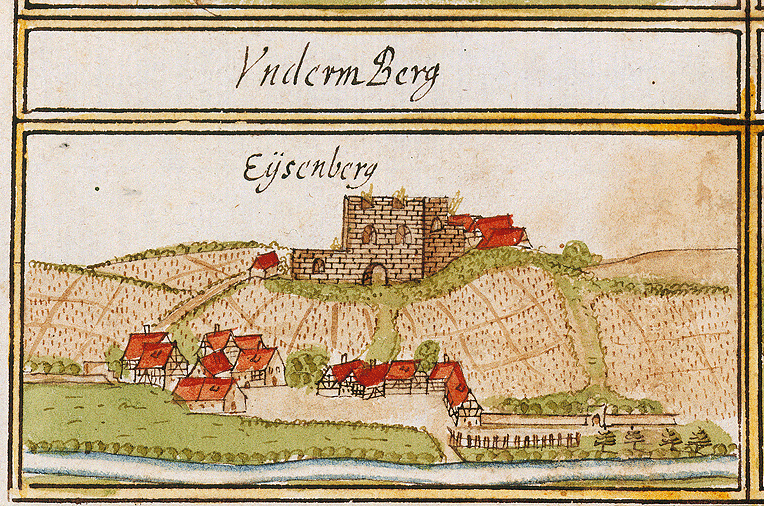
Untermberg mit „Eysenberg“ im Forstlagerbuch von Andreas Kieser, 1684

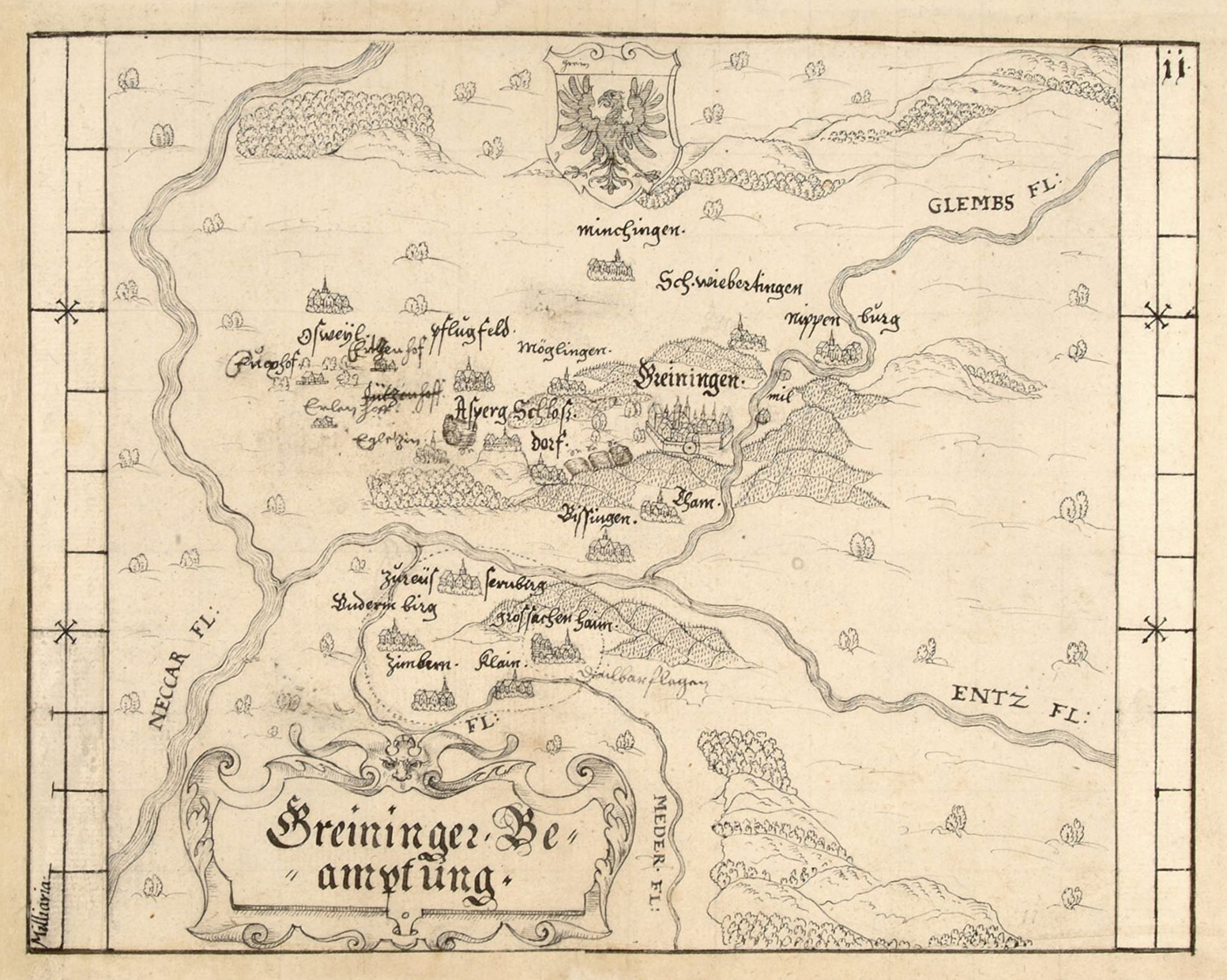
Nach 1560 kam Untermberg mit der Herrschaft Sachsenheim vorerst zum württembergischen Amt Grüningen

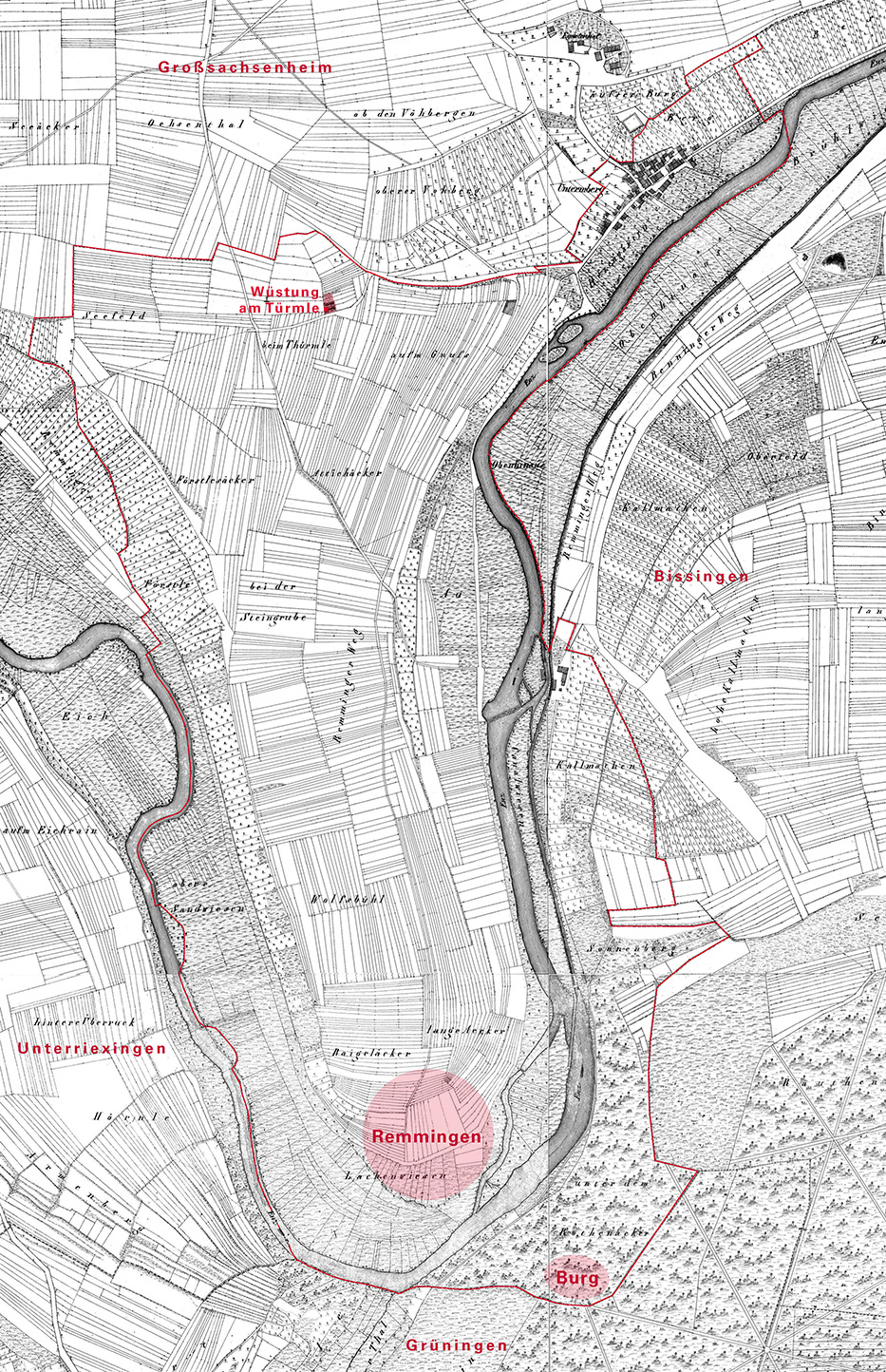
Markung Untermbergs, vormals Remmingens, auf der Urflurkarte von 1832

## Lage und Wappen
Die ehemalige Markung Untermbergs grenzte an Großsachsenheim, Bissingen, Grüningen und Unterriexingen und gehört heute weitgehend zum Landschaftsschutzgebiet Enztal zwischen dem Leinfelder Hof und Bietigheim-Bissingen. Der Ort gliedert sich in das im Tal zwischen der Enz und steilen Weinberghängen eingeengte alte Dorf und die in der zweiten Hälfte des 20. Jahrhunderts entstandene Krautgartensiedlung.
Der oberhalb des alten Dorfes gelegene Weiler Egartenhof mit der als Wahrzeichen Untermbergs geltenden Burgruine Altsachsenheim gehört zur Nachbarstadt Sachsenheim. In Untermbergs Wappen steht die Ruine unter den Initialen U. B. und drei Württemberger Hirschstangen.

## Geschichte
Der kleine Ort entstand im 15. Jahrhundert, als Einwohner Remmigheims ihren Ort südlich des heutigen Untermbergs nach und nach verließen und sich unterhalb der Burg ihrer neuen Ortsherren von Sachsenheim ansiedelten. Das Landesdenkmalamt hält es aber auch für möglich, dass noch die letzten ortsansässigen „Herren von Remminchain“ die Burg erbauten und somit für den Standortwechsel verantwortlich waren.
So wurde der neue Standort anfangs als Remmigheim unterm Berg bezeichnet, dann Sachsenheim unterm Berg oder Bissingen unterm Berg und letztlich nur noch Untermberg.
Anfangs gingen die Untermberger in die 1533 noch besetzte Sankt-Jakobs-Kirche in Remmigheim. 1583 wird erstmals eine Johanniskapelle im Ort erwähnt, auf die vermutlich die heutzutage noch gefeierte „Kirbe“ (Kirchweihfest) ohne Kirche zurückgeht. Bis zur Reformation gehörte die Remminger bzw. Untermberger Kirchengemeinde zum Landkapitel Vaihingen im Archidiakonat Trinitatis des Bistums Speyer. Bis 1822 war Untermberg kirchliches Filial von Großsachsenheim, danach von Bissingen.
Nachdem das Geschlecht der Herren von Sachsenheim 1561 erloschen und deren Lehen an das Herzogtum Württemberg zurückgefallen war, wurde Untermberg mit Metterzimmern, Groß- und Kleinsachsenheim vorerst dem württembergischen Amt Grüningen zugeteilt. Danach kam der Ort zum Amt Großsachsenheim.
Im Dreißigjährigen Krieg und durch die um 1690 folgenden „Franzoseneinfälle“ im Zuge des Pfälzischen und des Spanischen Erbfolgekrieges wurde auch Untermberg in Mitleidenschaft gezogen.
Wirtschaftliche Grundlage des einst den Herren von Sachsenheim gehörenden Dorfes waren Acker- und Weinbau. Im 19. und 20. Jahrhundert stieg der Anteil der Arbeiter unter der Bevölkerung stark an; Untermberg erhielt daher den Spitznamen „Rotes Untermberg“.
1953 gab Untermberg (mit damals weniger als 500 Einwohnern) seine Selbständigkeit auf und schloss sich der Gemeinde Bissingen an, mit der es durch die geographische Nähe, Kirche und Schule dorten, im Alltagsleben bereits stark verbunden war.
Zusammen mit Bissingen wurde Untermberg 1975 ein Stadtteil der im Zuge der Verwaltungsreform neu entstandenen Stadt Bietigheim-Bissingen.
Zur neueren Ortsgeschichte siehe auch: Bietigheim-Bissingen.

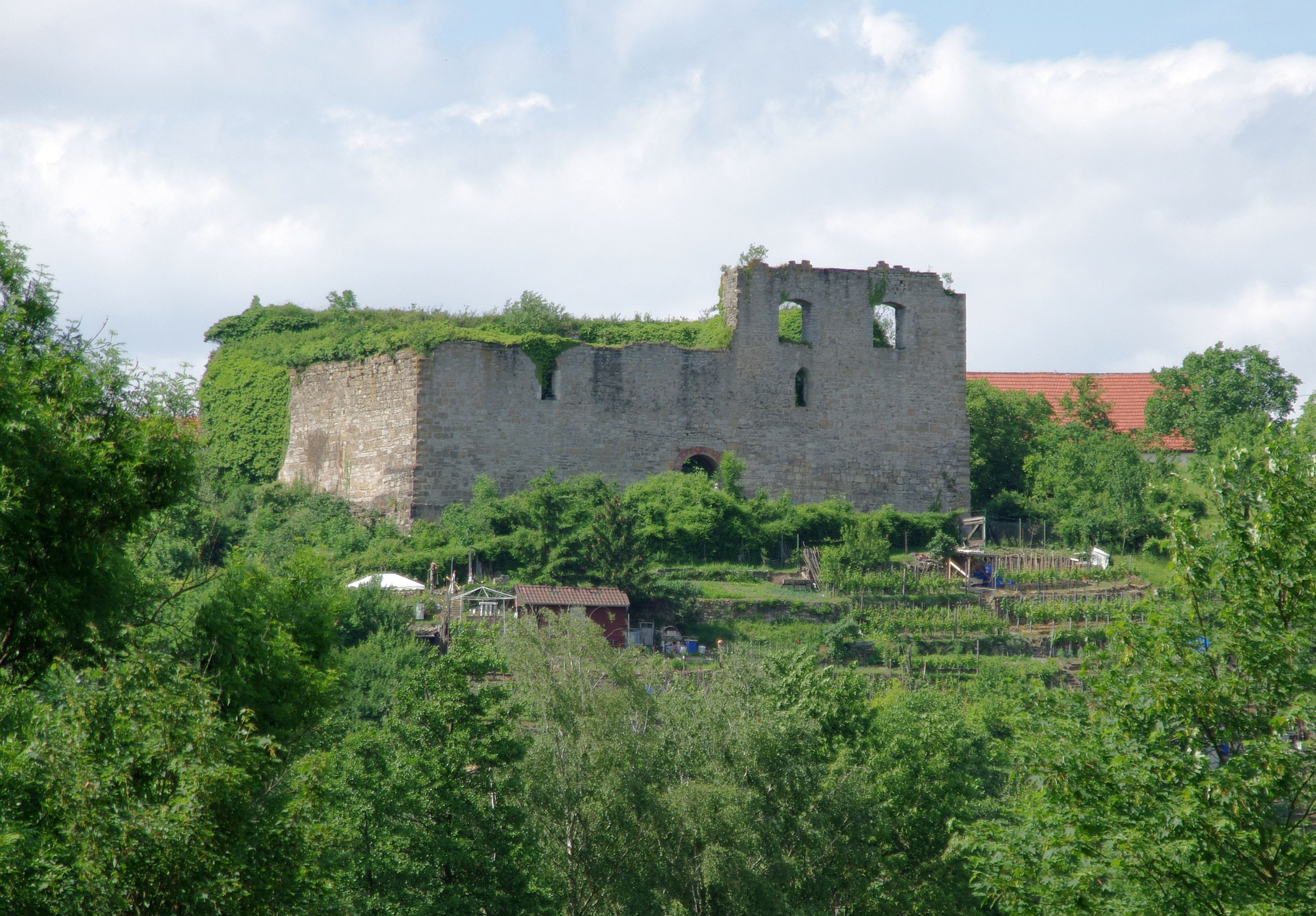
Burgruine Altsachsenheim über Untermberg

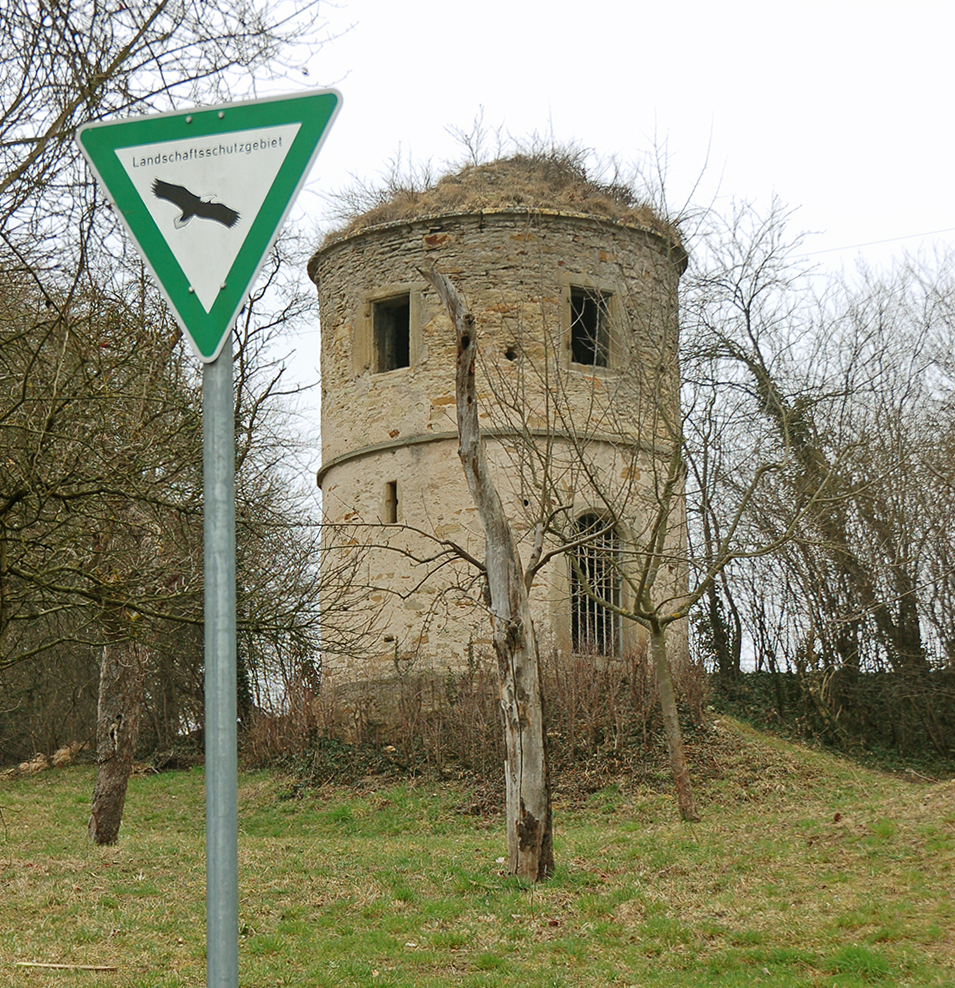
Türmle bei einer kleinen Wüstung neben der Krautgartensiedlung

## Sehenswürdigkeiten

### Ruine Altsachsenheim
Die markanteste Sehenswürdigkeit ist die hoch über dem Ort thronende, zum Sachsenheimer Stadtteil Egartenhof gehörende Burgruine Altsachsenheim, die von ihrem Hauptportal im Süden zwar einen beeindruckenden Blick in das Enztal bietet, deren Innenraum jedoch nicht zugänglich ist. Der gegen Ende des 13. Jahrhunderts auf nahezu quadratischem Grundriss entstandene Bau wurde in einer Fehde der Herren von Sachsenheim mit dem Haus Württemberg beschädigt und gelangte um 1400 vorübergehend an die Herren von Nippenburg. Unter württembergischer Regie wurde im 16. Jahrhundert ein Herrenhaus mit Gutshof im Vorfeld der Burg erbaut und die Burg offenbar dem Verfall preisgegeben. Heute existieren nur noch Teile der Mauern der Kernburg und Relikte des Halsgrabens an der Nord- und Ostflanke. Bis 2014 wurde der Bestand vom Landesdenkmalamt untersucht und gesichert.

### Türmle
Bei der Krautgartensiedlung befindet sich das in Sichtweite zur Burg gelegene zweistöckige „Türmle“. Dessen Spitzname „Mäuseturm“ soll von „Maut“ (Geleitrecht) am nahen Postweg herrühren, der von Großsachsenheim über die Remmigheimer Brücke und durch das Remminger Tal nach Grüningen führte. Der 1574 erbaute oder vielmehr renovierte Steinbau diente wohl eher im 15. Jahrhundert als Beobachtungs-, Sicherungs- und Signalposten der Württemberger Grafen gegen den feindlich gesinnten Pfalzgrafen und dem Geleitschutz für reisende Kaufleute. Unklar ist der Zweck der rundum auf Höhe der Fenstersimse des Obergeschosses ausgesparten Löcher, in denen Balken gesteckt haben könnten. Ebenso ungeklärt ist die bis heute sichtbare Wüstung beim Turm, zu dem offenbar weitere Gebäude gehörten, die vermutlich der Unterkunft und Versorgung des hier stationierten Wachpersonals und nach Einführung der Post möglicherweise dem Pferdewechsel dienten.

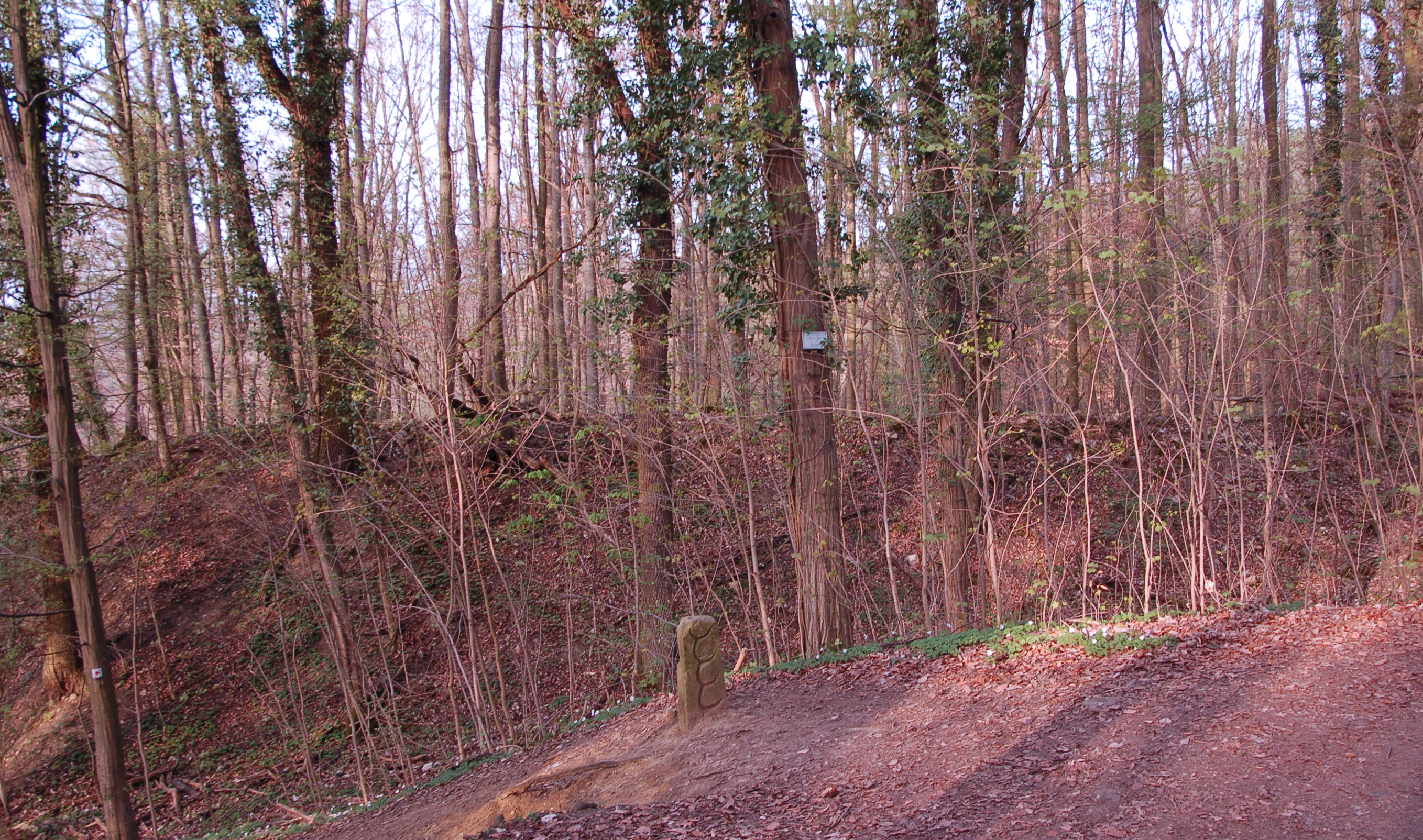
Burgstall des Remminger Schlössles an der südlichen Markungsgrenze im Rotenacker

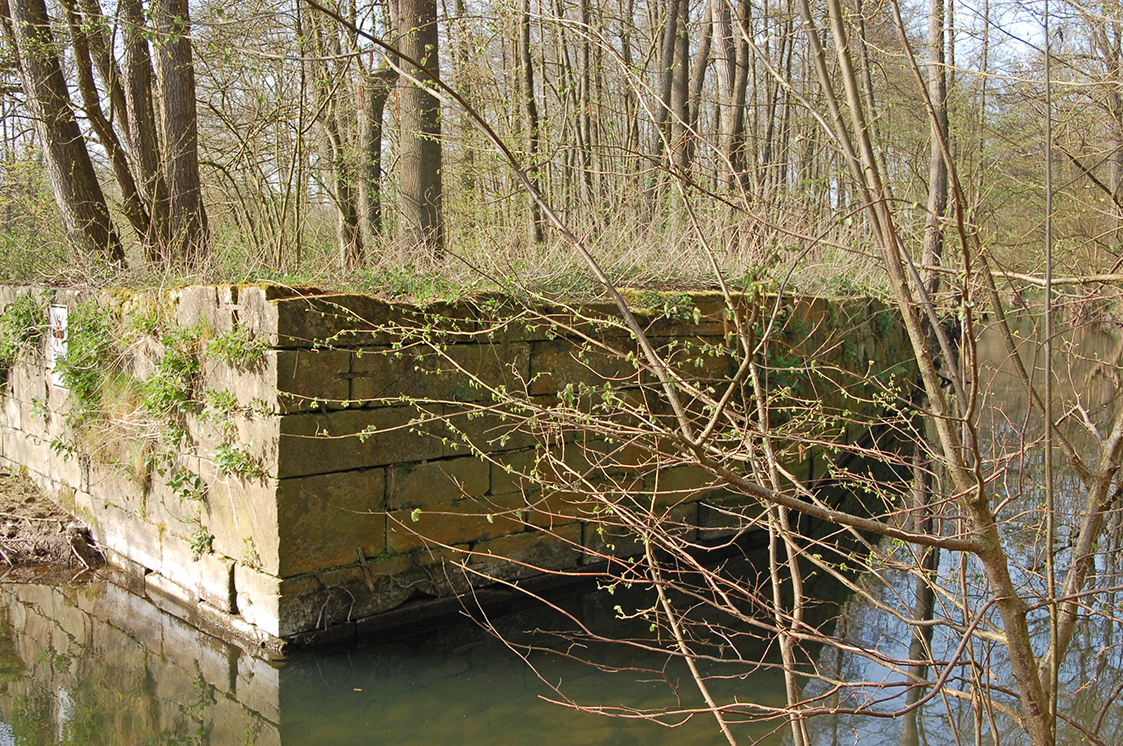
Einlassbauwerk zum Flößerkanal

### Remminger Schlössle und Flößerkanal
An der Südostecke der Markung findet sich im Rotenacker der Burgstall des Remminger Schlössles, von dessen Mauerring und Graben noch Relikte zu sehen sind. Das Landesdenkmalamt hält es für wahrscheinlich, dass die Herren von Remmigheim diese Stammburg aufgegeben und stattdessen die Burg Altsachsenheim errichtet haben. Somit hätten sie selbst und nicht die mit ihnen verwandten Herren von Sachsenheim die allmähliche Verlagerung von Remmigheim nach Untermberg initiiert.
Unterhalb des Burgstalls blieb der Flößerkanal, der am ehemaligen Remminger Wehr hinter dem Enzknie abzweigt, weitgehend erhalten. Am Eingang des Kanals findet sich eine Inschrift mit der Jahreszahl 1784, den herrschaftlichen drei Hirschstangen und einem MG und ST, vermutlich für Markgröningen und Stuttgart stehend. Der am Enzhang zwischen dem Burgstall und dem Ausflugslokal „Schellenhof“ liegende Hangwald steht als Bannwald unter Schutz und bleibt sich selbst überlassen.

### Gebäude im Dorf
Weitere Sehenswürdigkeiten von lokalgeschichtlichem Interesse sind das 1845 bis 1847 von Carl Immanuel Bälz erbaute Rathaus, das Große Haus des Schultheißen Jacob Wennagel von 1565 sowie das auch als Arrest und Feuerwehrgerätemagazin genutzte Backhäusle von 1842.

## Verkehr
Untermberg wird von den Spillmann-Linien 543 (Untermberg–Sachsenheim), 553 (Untermberg–Bietigheim Lug) und 554 (Untermberg–Bönnigheim) bedient.